# Harry Buhrman
Harry Buhrman (né en 1966)  est un informaticien néerlandais.

## Biographie
Il est actuellement professeur d'algorithmes, de théorie de la complexité et d'informatique quantique à l'Université d'Amsterdam (UvA), chef de groupe du Quantum Computing Group au Centrum Wiskunde & Informatica (CWI), et directeur exécutif de QuSoft , le centre de recherche néerlandais pour les logiciels quantiques.
Les recherches de Buhrman portent sur l'informatique quantique, l'Information quantique, la Cryptographie quantique, la théorie de la complexité computationnelle, la Complexité de Kolmogorov et la biologie computationnelle.
Buhrman contribue de manière substantielle à l'analogue quantique de la complexité de la communication, présentant un avantage de l'utilisation des qubits dans les tâches de traitement de l'information distribuées. Bien que l'intrication quantique ne puisse pas être utilisée pour remplacer la communication, elle peut être utilisée pour réduire la communication de façon exponentielle.
Buhrman est élu membre de l'Académie royale néerlandaise des arts et des sciences en 2020 .

## Ouvrages
- Harry Buhrman, Richard Cleve, John Watrous, and Ronald de Wolf, Quantum fingerprinting, Physical Review Letters 87, 167902 (2001).
- Harry Buhrman, Nishanth Chadran, Serge Fehr, Ran Gelles, Vipul Goyal, Rafail Ostrosky, and Christian Schaffner, Position-based quantum cryptography: impossibility and constructions, SIAM Journal on Computing 43, 150-178 (2014).
- Harry Buhrman, Łukasz Czekaj, Andrzej Grudka, Michał Horodecki, Paweł Horodecki, Marcin Markiewicz, Florian Speelman, and Sergii Strelchuk, Quantum communication complexity advantage implies violation of a Bell inequality, Proceedings of the National Academy of Sciences of the United States of America 113 (12), 3191-3196 (2016).
- Harry Buhrman, Richard Cleve, Serge Massar, Ronald de Wolf, Nonlocality and communication complexity, Rev. Mod. Phys. 82, 665 (2010).